# Cassis (AOC)
Pour les articles homonymes, voir Cassis.
Le cassis est un vin d'appellation d'origine contrôlée, produit sur la commune de Cassis, dans les Bouches-du-Rhône.
C'est la première AOC reconnue en Provence, en 1936.

## Histoire

### Antiquité
C'est l’un des plus anciens lieux de viticulture en France. La vigne existait déjà à l’emplacement de Marseille et de ses environs, avant même le débarquement (vers 600 avant notre ère) des marins grecs (les Phocéens).
Justin, dans son Abrégé des histoires philippiques (Historiarum Philippicarum, Livre XLIII, chap. IV, 1-2), un ouvrage qu'il présente dans sa préface comme un florilège des passages les plus importants et les plus intéressants du volumineux Historiæ phillippicæ et totius mundi origines et terræ situs rédigé par Trogue Pompée à l’époque d’Auguste, explique : « Sous l'influence des Phocéens, les Gaulois adoucirent et quittèrent leur barbarie et apprirent à mener une vie plus douce, à cultiver la terre et à entourer les villes de remparts. Ils s'habituèrent à vivre sous l'empire des lois plutôt que sous celui des armes, à tailler la vigne et à planter l'olivier, et le progrès des hommes et des choses fut si brillant qu'il semblait, non pas que la Grèce eût émigré en Gaule, mais que la Gaule eût passé dans la Grèce ».

### Moyen Âge
Les premières traces écrites du vignoble de Cassis apparaissent au XIIe siècle.

### XVIesiècle
Le vignoble adopte le cépage muscatel et prend un nouvel essor vers 1520 avec la famille florentine des Albizzi. Au XVIe siècle, 200 hectares produisent 4 000 hectolitres de vins rouges et blancs. Un quart était composé du fameux muscat élaboré en vin liquoreux.[réf. nécessaire]

### XIXeetXXesiècles

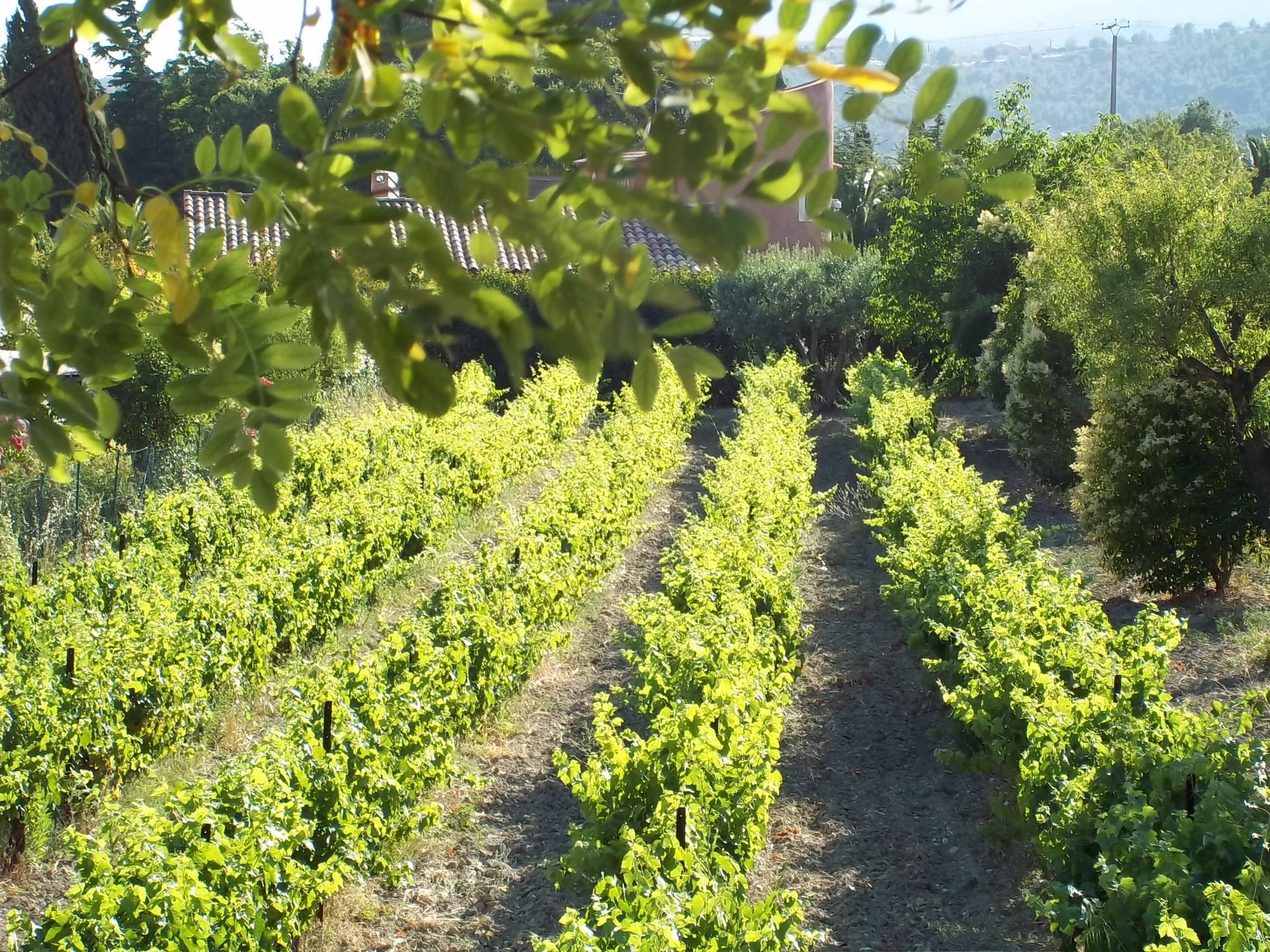
Les vignes de Cassis.

Totalement anéanti par le phylloxéra, le vignoble est réhabilité dès 1892 mais sans muscatel, incompatible avec les porte-greffes utilisés. Il est entièrement reconstitué à l’initiative de Joseph Savon, négociant marseillais, suivi en cela, de son mas de Calendal, par le poète Émile Bodin. Les vins de Cassis produits sur le seul territoire de la commune sont les premiers vins français à obtenir l'AOC le 15 mai 1936, en la prestigieuse compagnie du Châteauneuf-du-pape, du Monbazillac, de l'Arbois et du Tavel. Cette appellation produit 1 000 000 de bouteilles par an sur un terroir d'un peu moins de 200 hectares, en 2007. Les blancs sont les produits phares de cette AOC.

## Étymologie
La forme la plus ancienne est Tutelæ Charsitanæ, attestée dès le IIe siècle. Elle dérive ensuite en Carsicis (IVe siècle) et Castrum  Cassitis (1323). Ces toponymes suggèrent un thème Car-s dérivé du pré-indoeuropéen *Kar notifiant pierre ou rocher, auquel a été ajouté le suffixe -ite.

## Situation géographique
Il se situe à 20 km de Marseille. 

### Orographie
Le golfe et la baie de Cassis sont entourés de hauteurs qui peuvent atteindre plus de 400 m. Une grande partie du vignoble y est cultivé en terrasse, entre 10 et 150 m d’altitude.

### Géologie
Le sous-sol de Cassis appartient au Crétacé. On trouve trois grands types de sols : des sols peu profonds et d’érosion, des sols rendziniformes et sols bruns peu profonds, et des sols bruns développés sur colluvions.

### Climatologie
Ce territoire viticole, proche de Marseille, est protégé du vent par la ceinture constituée des hauteurs environnantes. Les gelées sont exceptionnelles et il bénéficie d'une durée exceptionnelle d'ensoleillement, avec plus de 2800 heures de soleil par année, notamment grâce au mistral, qui souffle en moyenne 93 jours par an. Il y a en moyenne 525 mm de précipitations par an. Et elles sont les plus faibles de France et 81 jours de pluie (dont 39 dépassant 2,5 mm), principalement en automne-hiver. La température moyenne est de 15,9 °C.
Malgré un climat généralement clément, des épisodes extrêmes sont enregistrés. Ainsi, le thermomètre a atteint -16,8 °C le 12 février 1956 et +40,6 °C le 26 juillet 1983. Le 19 septembre 2000 et le 1er décembre 2003 on a mesuré plus de 200 mm de pluie en 24 heures. Le 14 janvier 1987 et le 7 janvier 2009 on a mesuré plus de 10 cm de neige,. 
| Mois                                    | Janv. | Fév.  | Mars  | Avr.  | Mai   | Juin  | Juil. | Août  | Sept. | Oct.  | Nov.  | Déc.  | Total année |
| --------------------------------------- | ----- | ----- | ----- | ----- | ----- | ----- | ----- | ----- | ----- | ----- | ----- | ----- | ----------- |
| nombre moyen d'heures d'ensoleillement  | 150   | 155,5 | 215,1 | 244,8 | 292,5 | 326,2 | 366,4 | 327,4 | 254,3 | 204,5 | 155,5 | 143,3 | 2835,5      |
| Température moyenne de l'eau de mer(C°) | 14    | 15    | 15    | 15    | 16    | 18    | 24.5  | 25    | 23    | 19    | 17    | 13    | 18          |
| nombre de jours de pluie >=0,1 mm       | 9     | 8     | 8     | 8     | 7     | 6     | 3     | 4     | 6     | 8     | 8     | 9     | 84          |
| nombre de jours de pluie >=1 mm         | 6,5   | 6     | 5,5   | 5,3   | 4,9   | 3,5   | 1,6   | 3     | 3,6   | 5,8   | 5,1   | 6     | 59          |

| Mois                              | jan. | fév. | mars | avril | mai  | juin | jui. | août | sep. | oct. | nov. | déc. | année |
| --------------------------------- | ---- | ---- | ---- | ----- | ---- | ---- | ---- | ---- | ---- | ---- | ---- | ---- | ----- |
| Température minimale moyenne (°C) | 4,6  | 4,8  | 7,1  | 9,5   | 13,4 | 16,8 | 19,6 | 19,3 | 16,1 | 13   | 8,2  | 5,5  | 11,5  |
| Température moyenne (°C)          | 8,2  | 8,8  | 11,5 | 14,1  | 18,2 | 21,9 | 24,8 | 24,4 | 20,8 | 17   | 11,8 | 8,9  | 15,9  |
| Température maximale moyenne (°C) | 11,8 | 12,7 | 15,9 | 18,7  | 23,1 | 26,9 | 30   | 29,4 | 25,5 | 21   | 15,4 | 12,3 | 20,3  |
| Précipitations (mm)               | 49,9 | 31,5 | 30,2 | 51,4  | 38,7 | 21,8 | 7,8  | 30,3 | 76,1 | 78,4 | 56,8 | 52,8 | 525,6 |

| Mois                                 | Janv. | Fév. | Mars | Avr. | Mai | Juin | Juil. | Août | Sept. | Oct. | Nov. | Déc. | Total année |
| ------------------------------------ | ----- | ---- | ---- | ---- | --- | ---- | ----- | ---- | ----- | ---- | ---- | ---- | ----------- |
| nombre de jours de brouillard        | 2,1   | 1,4  | 0,9  | 0,3  | 0,2 | 0    | 0,1   | 0    | 0,7   | 1,3  | 1,7  | 2,3  | 10,9        |
| nombre de jours d'orage              | 0,6   | 0,9  | 1,0  | 1,2  | 2   | 2,6  | 1,7   | 2,9  | 2,7   | 2,5  | 1,5  | 0,7  | 20,2        |
| nombre de jours de neige             | 0,8   | 0,4  | 0,1  | 0    | 0   | 0    | 0     | 0    | 0     | 0    | 0,2  | 0,7  | 2,3         |
| nombre de jours de gel               | 9,1   | 5,7  | 1,8  | 0    | 0   | 0    | 0     | 0    | 0     | 0    | 2,1  | 7,1  | 25,8        |
| nombre de jours de vent >=57,6 km/h  | 10,7  | 8,2  | 10,4 | 11,1 | 5,8 | 7,0  | 8,5   | 6,1  | 6,7   | 8,0  | 8,7  | 9,1  | 100,3       |
| nombre de jours de vent >=100,8 km/h | 1,0   | 0,9  | 1,3  | 0,9  | 0   | 0,3  | 0,3   | 0    | 0,1   | 0,3  | 0,8  | 0,7  | 6,6         |

## Vignoble
La vigne a toujours dominé l’agriculture cassidaine. 

### Présentation
L’aire géographique de production est constituée de la seule commune de Cassis. Il a une superficie en production de 210 hectares.

### Encépagement
Les cépages principaux utilisés pour l'élaboration des vins blancs sont la marsanne (60 %), la clairette, et en secondaires, l'ugni blanc, le sauvignon blanc, le bourboulenc ou doucillon, et le pascal blanc.
Pour les rouges et les rosés sont assemblés : grenache, carignan, mourvèdre, cinsault et barbaroux.

### Méthodes culturales
Avec une densité de 4 000 pieds/ha, les vignes sont conduites en taille courte, en gobelet, éventail ou cordon de royat comportant au plus six coursons à deux yeux au maximum en sus du bourillon. Le rendement de base est de 45 hl/ha et constitue le rendement butoir.

### Terroir et vins

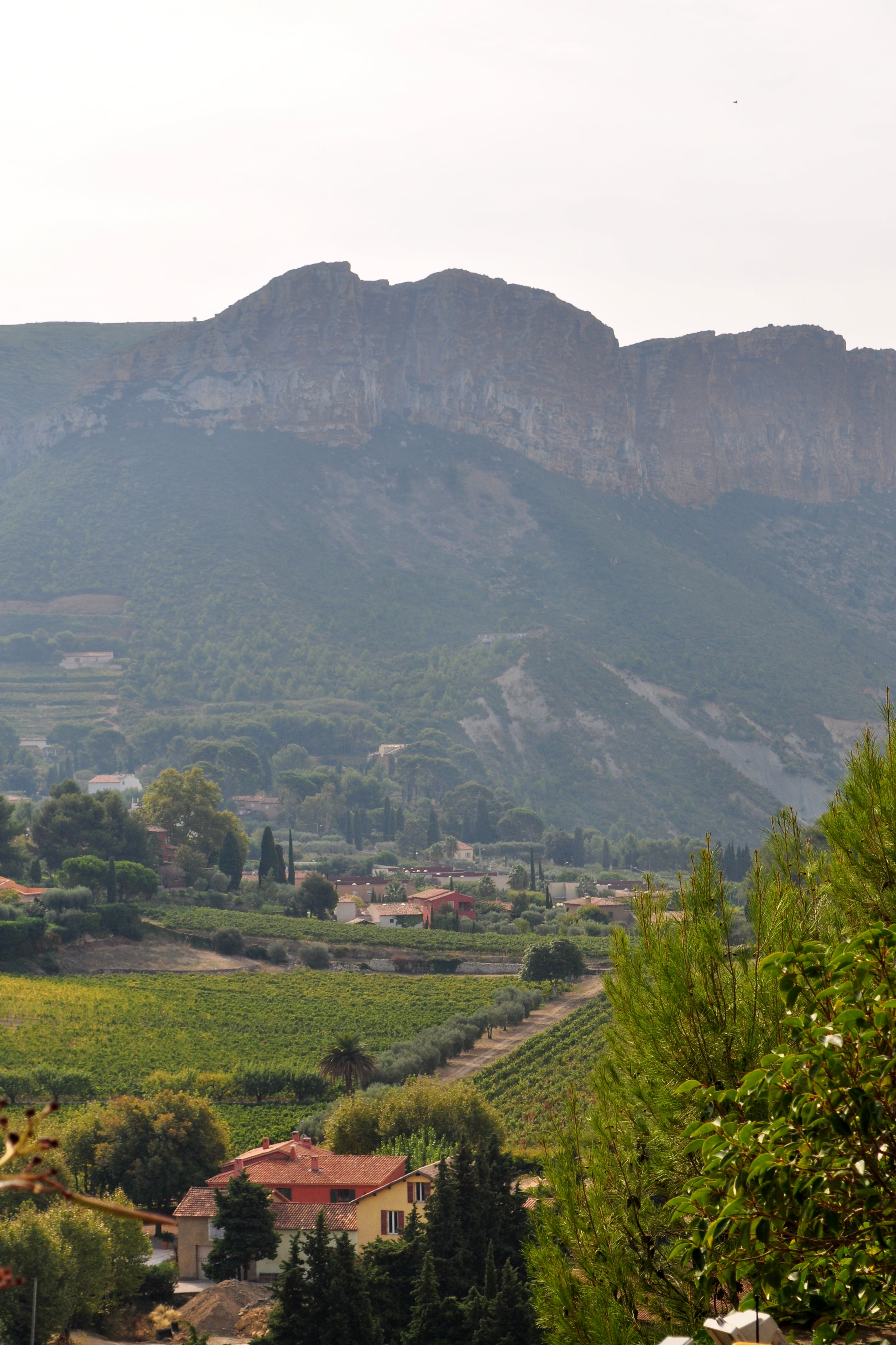
Le vignoble au pied du Cap Canaille.

Les vins blancs représentent la production principale et sont commercialisés après un an d’élevage. Vins secs, ronds, à arôme complexe avec des notes florales (tilleul), fruitées (coing), balsamiques (résine), ils se marient parfaitement avec les poissons. Ces vins sont aptes à vieillir si l'on en croit le menu provençal qui fut servi lors du « Salon d'automne du Rouzier », en 1936. Il est noté que la bouillabaisse fut accompagnée de « vin de Cassis-sur-Mer 1927 ».
Les vins rosés sont tout en finesse et fruité grâce au cinsault, cépage dominant. Les rouges restent marginaux. Le grenache leur confère un caractère généreux, parfois tannique.

### Type de vins et gastronomie

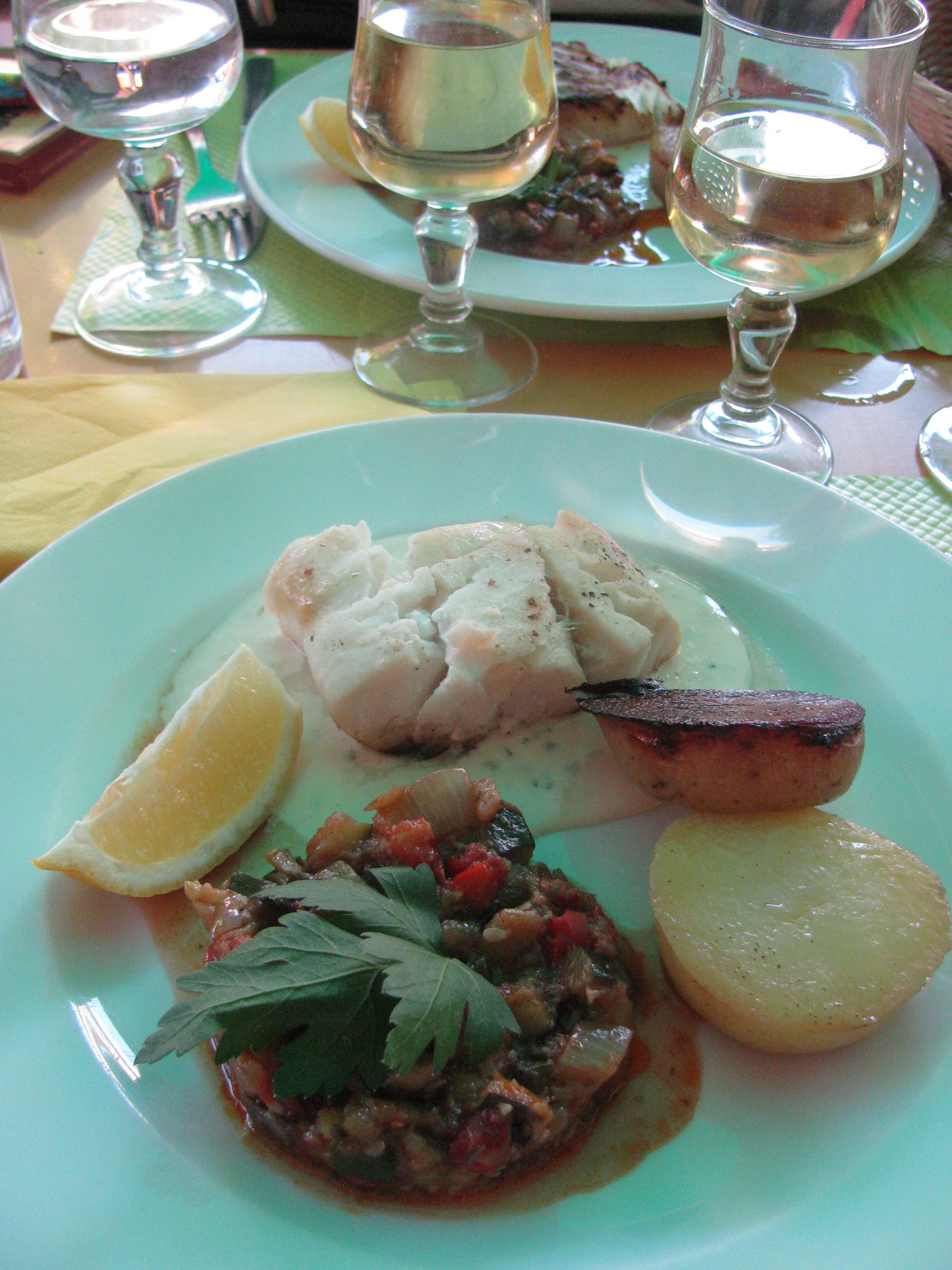
Filet de bar, ratatouille et AOC cassis blanc.

L'appellation cassis est connue surtout pour ses vins blancs. Mais son rouge qui possède une grande aptitude au vieillissement, - dix ans et plus - est traditionnellement conseillé sur du gibier et de la venaison et il s'accorde parfaitement avec les daubes (avignonnaise ou provençale), le civet de cerf ainsi que les civets de lièvre ou de sanglier, ou encore les petits légumes farcis. 
Le rosé, en fonction de sa vinification - par saignée ou par pressurage -  peut se garder entre 2 ou 4 ans. On peut le boire à table avec les charcuteries, les fromages, ou une anchoïade. Il s'accorde aussi parfaitement avec la cuisine asiatique. 
Quant au blanc, tout en finesse et en fraîcheur, il fait un mariage heureux avec les poissons de mer, comme le rouget de roche, ou de rivière, les fruits de mer et les crustacés, comme un plateau d'oursins et de violets, et tous les fromages de chèvre. Il se révèle aussi parfait pour accompagner des accras de morue, des bars (loups de mer), ainsi qu'une bouillabaisse, une brandade de morue, le cabillaud à la provençale ou les filets de rougets. Il s'accorde aussi bien avec des calamars ou des darnes de saumon. Il révèle toute sa finesse sur des volailles comme la dinde, le poulet, les cailles, le pigeon, la pintade ; il est aussi le compagnon idéal pour les légumes méditerranéens cuisinés : petits farcis, piperade, bohémienne, ratatouille, poivrons grillés.

### Commercialisation
Sur un volume déclaré de 8 000 hl, il y a 2 % de vins rouges, 27 % de vins rosés, et 71 % de vins blancs.

### Fête du vin de Cassis et des vendanges
Cette fête, qui se déroule chaque année au début du mois de septembre, honore le vignoble cassidain selon un programme bien établi : 
- Messe en provençal en l’église Saint-Michel
- Danse de la souche sur le parvis de l’église avec les groupes folkloriques locaux
- Départ de la Grande Cavalcade de la Saint-Éloi avec bénédiction des attelages
- Défilé des attelages et des groupes folkloriques de la région
- Dégustation et vente des vins de Cassis, organisée par les vignerons cassidains